# Геммель, Герман
Герман Иоган Эрнст Геммель (нем. Hermann Johann Ernst Gemmel; 28 ноября 1813, Бартен, Восточная Пруссия — 22 марта 1868, Кёнигсберг) — немецкий архитектор и живописец.

## Биография

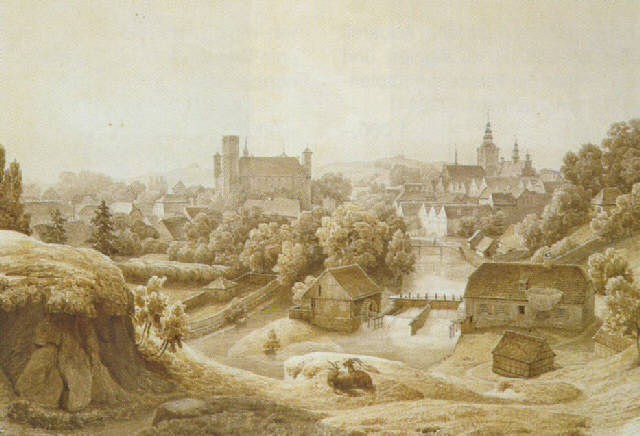
Вид на город у реки

После того как Геммель в 23 года выучился на геодезиста, он поступил в Берлинскую строительную академию. Наряду с художником Хентигом учился живописи у Карл Эдуард Бирманн, Ф. Крюгер и Ф. В. Ширмер.
В 1865 году на выставке Прусской академии искусств Геммель дебютировал со своей картиной Färberei am Schafgraben. После чего ему было предложено представить свои эскизы Берлинского собора. Однако они не были удостоены вниманием. В 1845 году он вернулся на родину и поселился в Кёнигсберге, став преподавателем Кёнигсбергской академии художеств.
Весной 1854 — осенью 1855 Геммель путешествовал по Италии и останавливался на несколько недель в Риме и Венеции. В городе на лагунах он принимал участие в оформлении капеллы для кардинала Зено. После возвращения на родину Геммелю доверили читать курс лекций по архитектуре, истории искусства и перспективе в академии художеств в Кёнигсберге и назначили штатным профессором.
В возрасте 54 лет Геммель умер 22 марта 1868 года в Кёнигсберге.
В своём творчестве Геммель обращался к архитектуре Италии и Восточной Пруссии.